# Wiktor Wołczyński
Wiktor Wołczyński (mất ngày 17 tháng 7 năm 1905) là nhiếp ảnh gia người Ba Lan. Ông đồng thời là nhà báo, nhà lý luận nhiếp ảnh, tác giả của những cuốn sách và bài viết về nhiếp ảnh.  Ông là thành viên hội đồng quản trị của Hội nhiếp ảnh Lviv.

## Sơ yếu lý lịch
Wiktor Wołczyński tốt nghiệp trường trung học tại Kraków.  Sau khi hoàn thành quá trình đào tạo tại xưởng chụp ảnh của nhiếp ảnh gia Józef Sebald, ông định cư tại Lviv. Ban đầu ông làm việc tại studio chụp ảnh của Maria Kalapus, và sau đó làm nghề chỉnh sửa ảnh tại studio của Edward Trzemeki.   Wiktor Wołczyński là một nhà báo tích cực, tác giả của những cuốn sách về nhiếp ảnh, những bài báo liên quan đến nhiếp ảnh với nội dung nghệ thuật, tiểu sử và lịch sử.
Ông tham gia cống hiến tác phẩm của mình cho Câu lạc bộ những người yêu thích nghệ thuật nhiếp ảnh ở Lviv.  Năm 1903, ông trở thành thành viên chính thức của hội nhiếp ảnh Lviv với tư cách là thành viên của Hội đồng quản lý của Hội.  Ông tích cực tham gia vào công việc của Hội, là ban giám khảo trong Triển lãm ảnh nghệ thuật quốc gia thường niên lần thứ nhất của Ba Lan, do Hội nhiếp ảnh Lviv tổ chức.
Trong những năm 1903-1905, ông là tổng biên tập của tạp chí Wiadomości Fotograficzne - một tạp chí xuất bản cách tuần về các chủ đề liên quan đến nghệ thuật nhiếp ảnh và chương trình nghị sự của Hội nhiếp ảnh Lviv.  Sau khi Wiktor Wołczyńsk qua đời vào ngày 17 tháng 7 năm 1905, tạp chí được quản lý bởi Józef Świtkowski cho đến khi đóng cửa vào cuối năm 1905.

## Ấn phẩm (sách)
- Brewiarzyk fotograficzny – wydawca: Księgarnia H. Altenberga (1902);
- Kalendarz Fotograficzny Warszawski na Rok Zwyczajny 1905;

Nguồn: